# Metropolia Mendoza
Metropolia Mendoza – metropolia rzymskokatolicka w Argentynie utworzona 10 kwietnia 1961 roku.

## Diecezje wchodzące w skład metropolii
- Archidiecezja Mendoza
  - Diecezja Neuquén
  - Diecezja San Rafael

## Biskupi
- Metropolita: abp Marcelo Daniel Colombo (od 2018) (Mendoza)
- Sufragan: bp Fernando Croxatto (od 2017) (Neuquén)
- Sufragan: bp Carlos María Domínguez (od 2023) (San Rafael)

## Główne świątynie
- Archikatedra Matki Boskiej Loretańskiej w Mendoza
- Bazylika Matki Boskiej Różańcowej w Mendoza
- Bazylika św. Franciszka w Mendoza
- Katedra Matki Boskiej Nieustającej Pomocy w Neuquén
- Katedra św. Rafała Archanioła w San Rafael